# الجيوش الأجنبية الشرقية
الجيوش الأجنبية الشرقية، أو فغينديه هيري أست Fremde Heere Ost (FHO)، منظمة استخبارات عسكرية تابعة لالقيادة العليا للجيوش الألمانية خلال الحرب العالمية الثانية.  ركزت على تحليل الاتحاد السوفيتي ودول أوروبا الشرقية الأخرى قبل الحرب وأثناءها.  

## التأسيس
تأسست فغينديه هيري أست في 10 نوفمبر 1938 باسم دائرة الأركان العامة للجيش 12، ملحقة بالقسم Senior ( (بالألمانية: Oberquartiermeister IV). أديرت من قبل أوبرسلوبمينت إبيرهارد كينزيل من نوفمبر 1938 إلى مارس 1942. واستبدل أوبرسلوبمينت راينهارد غييلن كينزل في 1 أبريل 1942 بناء على أوامر من رئيس هيئة الأركان العامة، الجنرال فرانز هالدربحوالي 35 شخصا.  كانت الجيوش الأجنبية الشرقية هي المنظمة التي خلفت القسم الثالث (ب) من هيئة الأركان العامة الألمانية، وهو قسم منذ عام 1889، وأصبح قسمًا فقط خلال الحرب العالمية الأولى.  خلال الحرب العالمية الأولى، انخرط القسم بشدة في الاستخبارات العسكرية، والاستخبارات المضادة والتخريب. في وقت لاحق لأنها تطور، أصبحت تشارك في الدعاية كذلك. وكان منافسها الرئيسي إدارة الاستخبارات البحرية ( (بالألمانية: Marinenachrichtendienst)، وهي قسم من البحرية الألمانية الإمبراطورية. بناءا على معاهدة فرساي تم تخفيض الجيش بشكل كبير، وحل المخابرات العسكرية. ومع ذلك، مكتب القوات الذي يسمى وزارة تي3 ( (بالألمانية: Truppenamt) يشار أيضًا إلى دائرة الإحصاء التابعة للجيش (بالألمانية: Heeresstatistische Abteilung) تم إنشاؤه ليكون إدارة المخابرات العسكرية الجديدة، ولكن في الأساس استمرارا للإدارة القديمة. معظم المعلومات التي جاءت إلى القسم جاءت من مصادر مفتوحة، منها وبشكل خاص الأخبار اليومية والأخبار العسكرية. على سبيل المثال، حصل الضابط المسؤول عن جمع المعلومات الاستخبارية من بريطانيا العظمى من مصادر مثل ديلي تلغراف وUnited Services Review و وصحيفة Royal United Services Institution و وصحيفة Royal Engineers. 
في عام 1935، تم تغيير اسم القسم إلى Abteilung Fremde Heere أو قسم الجيوش الأجنبية، وتمت إعادة تسميته أخيرًا في 10 نوفمبر 1938 من قبل فرانز هالدر  وقام بتقسيمها إلى قسمين يسمى Fremde Heere Ost و الجيوش الأجنبية الغربية.  تقع مكاتب كلتا المنظمتين في 76 Tirpitzufer في برلين، والتي كانت معروفة بالعامية باسم بيندلا بلوك. كان الجيوش الأجنبية الشرقية هو الفرع الثالث من هيئة الأركان العامة الألمانية، بينما كان الجيوش الأجنبية الغربية هو الثاني عشر.
كانت مهمة الجيوش الأجنبية الشرقية الأولية هي جمع البيانات الإحصائية والتقنية عن الجيوش التي كانت ألمانيا في حالة حرب معها أو الدول التي خططت لغزوها بما في ذلك بولندا، الدول الاسكندنافية، البلقان، الاتحاد السوفيتي، الصين، والولايات المتحدة. 

## 1942
توقع جيلين سقوط الدولة النازية والحرب الباردة القادمة بين الولايات المتحدة والاتحاد السوفيتي. لقد خطط للحفاظ على مكتبه الخاص بـالجيوش الأجنبية الشرقية ثم تقديمه إلى الولايات المتحدة كنوع من الهدايا. 

## نهاية الحرب العالمية الثانية
مع انتهاء الحرب، أخفى جيلين نفسه وموظفوه وملفاته المصغرة في فوضى سقوط حكومة هتلر. الجنرال وليام ويلسون كوين من الجيش السابع للولايات المتحدة، اعترف باسم جيلين من تقرير ألن دوليس من OSS . كفل غيلين وجلبت مواده إلى الحكومة الأمريكية. 
العديد من الجوانب المثيرة للجدل في جيلين ومنظمته، مثل صلاته بالنازيين القدامى، وأختراقها من قبل عملاء الكتلة الشرقية، تم وصفها لاحقًا من قبل Heinz Höhne & Hermann Zolling، في مقالات وكتاب بعنوان The General Was a Spy. 